# Uposatha
Uposatha (en sánscrito: Upavasatha) es un día de precepto budista, instaurado en tiempo histórico del Buda. En el mundo occidental se ha comparado a la noción Judeocristiana del Sabbath. En este día, los laicos y los monjes intensifican su devoción. 
Dependiendo de la tradición se observan de dos a seis días Uposatha cada mes lunar.